# Battaglia di Savigliano
La battaglia di Savigliano fu uno scontro che coinvolse le forze repubblicane del generale Grenier e l'esercito imperiale austriaco sotto il comando del generale von Melas. Dopo la precedente vittoria a Fossano, Grenier fu attaccato dal grosso dell'esercito austriaco e forzato a fuggire dalla pianura piemontese in direzione di Cuneo, dove le forze di Moreau e Championnet si stavano congiungendo. 

## Contesto storico
Nel 1799 la Francia era nuovamente entrata in aperto conflitto con le altre potenze europee, determinate a rovesciarne il governo e insediare nuovamente i Borbone al potere. Il fronte italiano era stato particolarmente favorevole alla causa alleata, dove numerose vittorie, dovute all'abile comando del generale Suvorov, portarono i francesi dalla linea dell'Adige sino alle montagne liguri.

## Antefatti

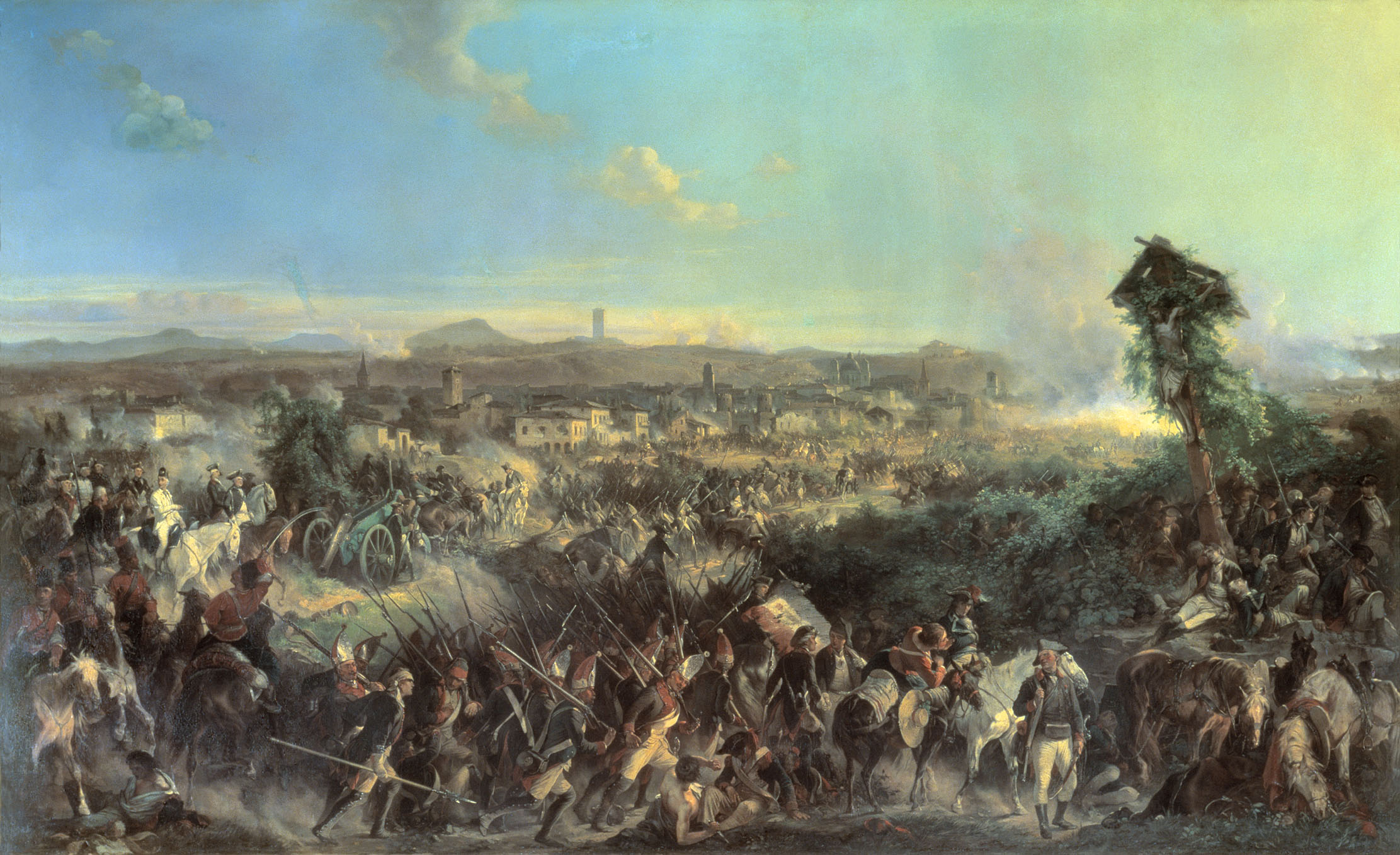
La battaglia di Novi

Nel mese di agosto era previsto l'arrivo di due nuove armate francesi in Italia. La prima, quella di Joubert, sarebbe andata a rafforzare le forze di Moreau in Liguria, mentre la seconda, quella di Championnet, sarebbe giunta da nord: una buona coordinazione avrebbe permesso alle due armate di colpire gli alleati su due fronti, fermando definitivamente la loro avanzata. Sfortunatamente, numerosi problemi logistici impedirono a Championnet di giungere in Italia sino a fine agosto ed inizio settembre. Nel frattempo, con l'importante roccaforte di Tortona sotto assedio, i francesi dovevano intervenire: Joubert, preso il comando dell'esercito da Moreau, valicò gli Appennini e scese in Piemonte, fermandosi nella forte posizione difensiva di Novi. Mentre gli altri ufficiali repubbblicani convinsero Joubert ad attendere, Suvorov si decise che era il momento di attaccare: il 15 agosto gli austro-russi iniziarono una poderosa serie di attacchi per scalzare i francesi da Novi. Nonostante la prematura morte di Joubert in battaglia, Moreau, subentrato al suo posto, riuscì per diverse ore a neutralizzare i tentativi nemici. Nelle ultime ore del pomeriggio, von Melas trovò successo contro l'ala destra francese: la ritirata di questo settore fece crollare l'intera posizione dei repubblicani. Il grosso dell'esercito fece ritorno alle montagne della Liguria, il resto fu catturato. Tortona, rimasta isolata cadde circa un mese dopo. La sua resa sancì la fine dell'avventura italiana di Suvorov, al cui esercito era stato ordinato di spostarsi in Svizzera.

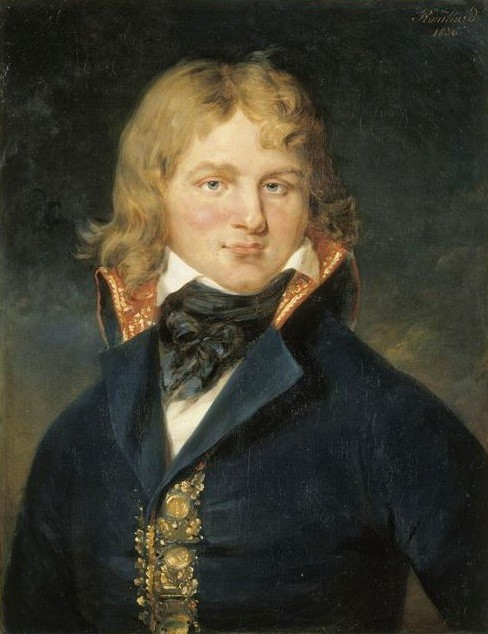
Il generale Championnet

Le prime forze di Championnet entrarono in Italia in questo periodo: valicarono i passi tra il Piemonte e la Francia e presero possesso di alcune città nella parte occidentale della regione. Seguendo le indicazioni del Direttorio, Championnet si diresse a sud per proteggere Cuneo, ultima roccaforte in Piemonte ancora in mano francese. La città era parzialmente protetta dalle forze di Moreau, sceso dalle Alpi per schermare la città dalle truppe austriache. I due comandanti francesi, sempre seguendo gli ordini del Direttorio, decisero di congiungere le due armate. La manovra, piuttosto delicata, esponeva i francesi ad un attacco diretto da parte degli imperiali, quindi decisero di affidare a Grenier un buon numero di truppe e chiesero lui di tenere impegnati gli austriaci. Il generale scese nella pianura antistante Cuneo ed attaccò la brigata di Gottesheim nei pressi di Fossano: l'attacco, del tutto inatteso, causò la rotta degli austriaci. La risposta austriaca non si fece attendere: von Melas, presa visione dell'accaduto, organizzò due colonne con 10000 uomini a testa, affidandole ai generali Ott e Kray. La prima, alla quale von Melas si unì personalmente, avrebbe attaccato Savigliano, la seconda si sarebbe diretta su Fossano.

## La battaglia

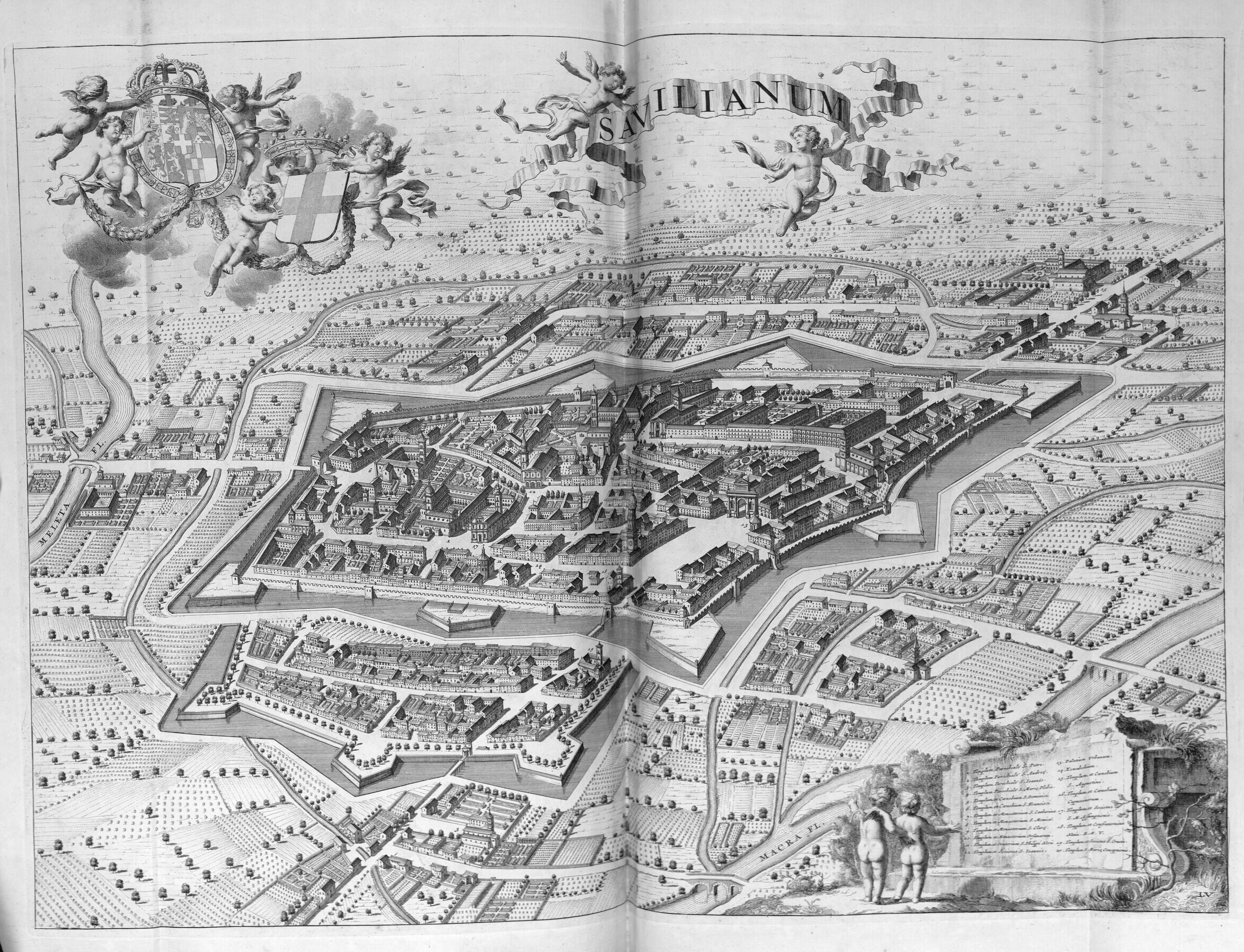
Savigliano nel 1726

Durante la notte, il generale von Melas formò due colonne d'attacco, ciascuna forte di 10000 uomini, sotto i feldmarescialli Ott e Kray, che avanzarono il 18 settembre alle 11 del mattino e raggiunsero Savigliano alle 16 di sera. La forza che stava prendendo Cherasco fu avanzata a Bene con l'ordine di unirsi all'esercito principale a La Trinità. La prima colonna, seguita personalmente da Melas, si diresse a Savigliano, la seconda, quella del generale Kray, verso Fossano. Il primo obiettivo d'assalto fu il ponte di Savigliano sul Maira: prendendo il ponte, Ott avrebbe costretto i francesi a radunarsi lungo le rive del torrente. Ott, dopo aver impegnato i francesi a Cascina della Croce, si rese presto conto che il reggimento Fürstenberg, marciando in ordine di battaglione lungo la strada, avrebbe potuto essere aggirato dagli schermagliatori francesi e inviò ordini a Mittrowsky di supportare l'attacco con 2 battaglioni che avrebbero potuto colpire il fianco del nemico. Lo scontro continuò fino al ponte di Savigliano, che Ott cominciò a bombardare con le sue batterie pesanti. Per accelerare l'avanzata, il feldmaresciallo inviò un battaglione Fürstenberg a nord attraverso Cavallermaggiore, che attraversò il torrente Grana colpendo il fianco nemico. Un altro battaglione di fanteria Stuart fu inviato attraverso Canavere tagliando la ritirata francese verso Cuneo. Dietro queste forze di avanguardia c'erano due brigate di granatieri, che caricarono i francesi con le baionette. I granatieri assaltarono il ponte e respinsero i francesi da Savigliano; si ritirarono in buon ordine e furono inseguiti fino a Maresco.

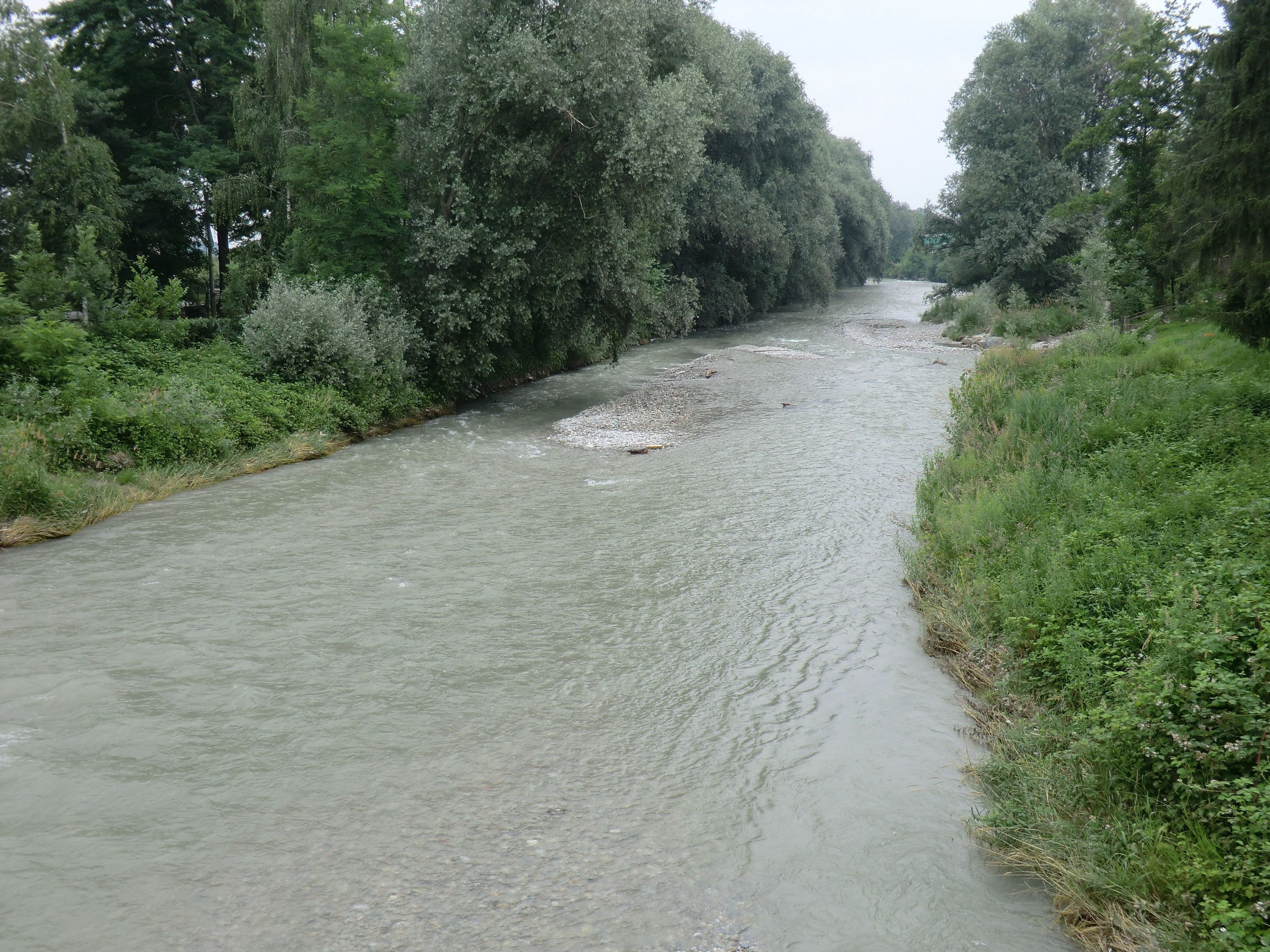
Torrente Grana nei pressi di Centallo

Sul lato della seconda colonna, il generale Kray divise le sue truppe in due sottocolonne: la prima si diresse contro le alture di Fossano, la seconda doveva agire lungo la strada. Alle loro spalle c'era la cavalleria del principe Liechtenstein, in funzione di riserva. L'avanzata di Kray fu accolta da un intenso fuoco di moschetteria e di mitraglia dalle batterie di collina e per molte ore le deboli unità francesi riuscirono a fermare le cariche del nemico. La lotta proseguì nelle vicinanze di Fossano fino alle 17:00, con gli austriaci di Kray che contrattaccarono e impegnarono le truppe francesi nei pressi delle paludi di Mellea. Alla fine, i francesi, in inferiorità numerica, furono respinti fino a Fossano e fino alla Maira. Dopo il calare della sera, tutte le unità del generale Laviolais si ritirarono a Fossano, che fu abbandonata di notte. Il generale Laviolais continuò la sua marcia fino a Cuneo.
Gli attacchi continuarono il giorno seguente, con qualche scaramuccia delle avanguardie attorno a Savigliano, dove una forte guarnigione austriaca fu inviata a piazzarsi e resistere lì, con i francesi che si ritirarono a Cuneo. Fossano, che aveva un vecchio ma efficiente muro difensivo, fu lasciata indietro come caposaldo della difesa, sotto il comando e la guarnigione del generale Alcaini. Von Melas radunò le sue truppe il 19 settembre a Savigliano e schierò l'ala destra lungo la Maira fino alla Grana, dove la strada di Fossano divise in due il fronte, mentre l'ala sinistra era a San Lorenzo; la riserva di cavalleria, in una seconda linea, stava dietro Savigliano, dove von Melas aveva trasferito il suo quartier generale. Questo spiegamento austriaco minacciava Cuneo e Pinerolo, i due punti in cui il Corpo delle Alpi era entrato nelle rispettive battaglie. Era considerato sicuro nell'alta valle del Tanaro, dove non era stato osservato alcun francese. Gli austriaci rimasero a Savigliano fino alla fine del mese, saccheggiando la campagna e portando in città diverse malattie infettive.

## Conseguenze

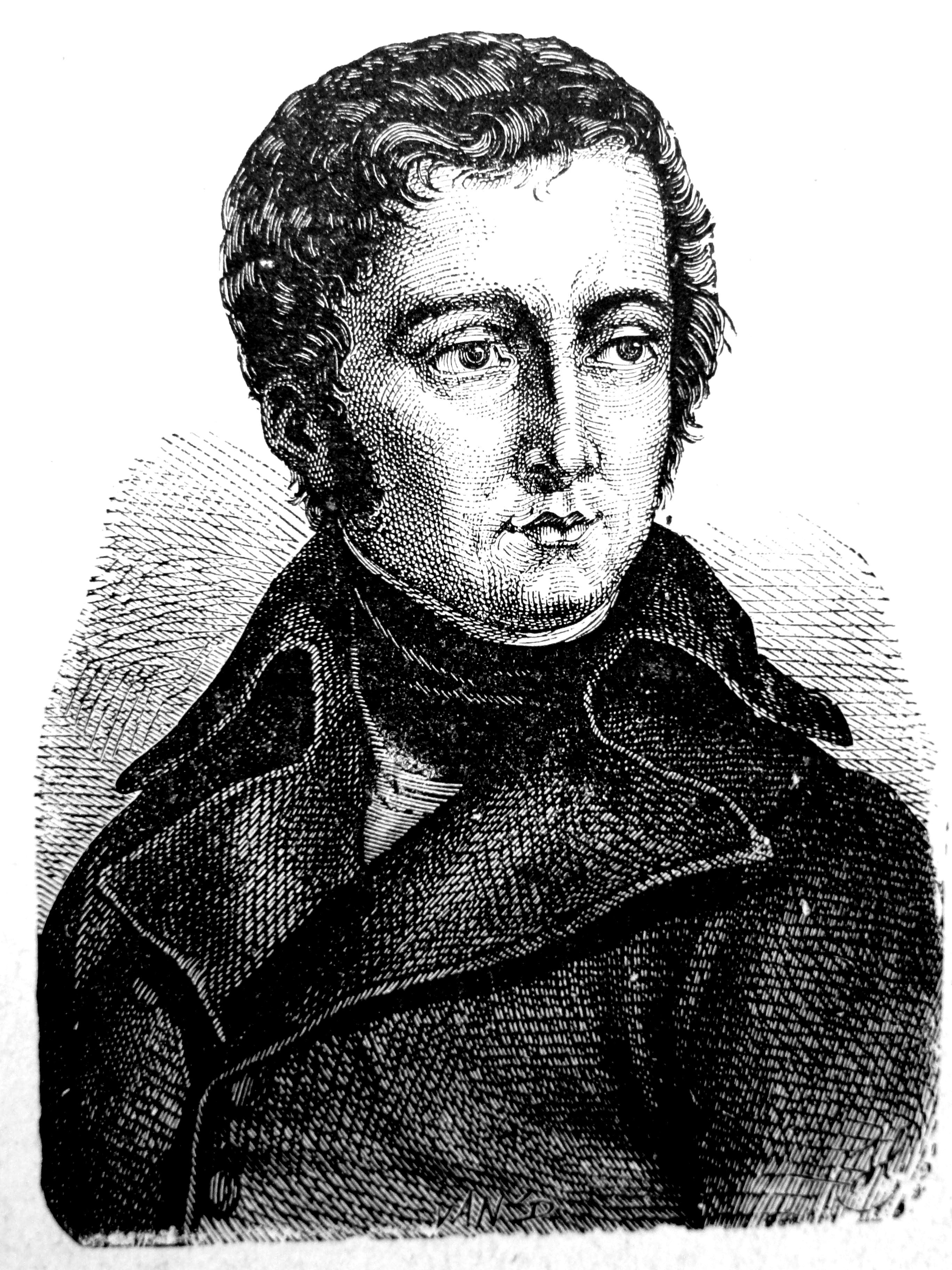
Il generale Paul Grenier

I francesi di Savigliano persero 2 cannoni e alcuni cassoni, 600 uomini e 23 ufficiali prigionieri degli austriaci, 1200 morti o feriti; lì gli austriaci persero 39 morti (1 ufficiale), 237 feriti (9 ufficiali) e 44 uomini prigionieri dei francesi. A Fossano, invece, i francesi persero 680 morti o feriti e 61 prigionieri (tra cui 5 ufficiali). Gli austriaci ebbero 52 morti, 290 feriti (tra cui 11 ufficiali e il generale maggiore Seckendorff gravemente ferito) mentre solo 21 uomini caddero prigionieri dei francesi.
Grenier subì delle pesanti perdite e fu costretto a battere in ritirata in direzione di Cuneo, dove sia Championnet sia Moreau si trovavano con i loro eserciti. La manovra di congiunzione era terminata con successo: von Melas, prudentemente, decise di lasciar perdere Cuneo per il momento, credendo che una trappola l'avrebbe atteso, e si ritirò verso Torino con il suo esercito.
I francesi mantennero il controllo della preziosa roccaforte e, dopo aver lasciato lì una guarnigione, fecero ritorno sugli Appennini. Championnet chiese ed ottenne da Moreau il comando congiunto dell'esercito. Il generale francese, dopo sei difficili mesi passati in Italia, si diresse in Svizzera, dove era stato promesso lui un ruolo di comando nell'esercito.